# Rendezvous mit einer Leiche (1988)
Rendezvous mit einer Leiche (Originaltitel: Appointment with Death) ist ein US-amerikanischer Spielfilm von Michael Winner nach dem Kriminalroman Der Tod wartet von Agatha Christie. Peter Ustinov spielte darin Hercule Poirot, den er bereits in Tod auf dem Nil und Das Böse unter der Sonne verkörpert hatte.

## Handlung
1937: Emille Boynton, ein reich gewordener ehemaliger Direktor eines US-amerikanischen Gefängnisses, ist verstorben, nachdem er kurz zuvor sein Testament geändert hatte; sein Vermögen soll unter seiner zweiten Frau Emily Boynton, einer ehemaligen Aufseherin in Boyntons Gefängnis, und den Kindern gleichmäßig verteilt werden. Der Witwe Emily gelingt es aber durch Erpressung, den Anwalt der Familie zum Verbrennen des Testaments zu zwingen. Dadurch wird das ursprüngliche Testament wieder gültig, nach dem das Vermögen allein an die Witwe fällt. Auf Wunsch der tyrannischen Witwe unternimmt die Familie, zu der – neben dem eigenen Kind – auch Stiefkinder aus einer früheren Ehe des Verstorbenen und bereits eine Schwiegertochter gehören, eine Reise, die sie zuerst nach Europa, dann ins britisch regierte Palästina führt.
Der Anwalt, der eine Affäre mit Emilys Schwiegertochter hat, reist der Familie nach. Auf der Überfahrt, bei der auch noch andere Reisende in den Kreis der Familie Boynton geraten, versucht Emily ihn – den einzigen, der ihr Geheimnis um die Erbschaft teilt – mit ihren Herztropfen zu vergiften, was aber misslingt.
Hercule Poirot reist ebenfalls auf diesem Schiff in den Urlaub nach Palästina. Durch gemeinsame Bekannte und andere Zufälle kommt man ins Gespräch und besucht die Ausgrabungen bei Qumran am Toten Meer. Dort fällt Mrs. Boynton, vor einem Zelt sitzend, einem Mordanschlag zum Opfer. Hercule Poirot beginnt mit den Ermittlungen und nach und nach geraten alle Familienmitglieder unter Verdacht.
Als Mörderin wird aber die Mitreisende Lady Westholme überführt, eine Amerikanerin, die durch Heirat in England Mitglied des Parlaments geworden ist. Sie hatte in Amerika im Gefängnis gesessen und war nun von Mrs. Boynton erkannt und erpresst worden.

## Hintergrund
Das zugrundeliegende Buch, auf dem ein Großteil des Settings aufbaut, wurde vor dem Zweiten Weltkrieg geschrieben. Darin wurden die Ruinen im damals britisch kontrollierten, heute zu Jordanien gehörenden Petra besichtigt, als der Mord geschah. Dem israelischen Filmteam stand dieser Drehort 1988 aus politischen Gründen nicht zur Verfügung, daher verlegte man die Handlung nach Qumran.
Die im Film 1937 stattfindenden Ausgrabungen sind nicht jene, die den Fundort Qumran berühmt gemacht haben. Die Funde der Schriftrollen in Höhlen oberhalb von Qumran erfolgten erst 1947, diese Ausgrabungsarbeiten begannen erst 1951.
Bei dem im Film zu sehenden Schiff, auf dem die Protagonisten nach Israel reisen, handelt es sich um das bereits 1983 verschrottete, zum Zeitpunkt der Dreharbeiten also gar nicht mehr existierende Kreuzfahrtschiff Irpinia. Verwendet wurden Szenen aus dem 1976 erschienenen Film Reise der Verdammten.
2008 wurde der Roman in der Reihe Agatha Christie’s Poirot unter dem Titel Der Tod wartet mit David Suchet in der Hauptrolle neu verfilmt.

## Kritiken
„Die sehr betuliche, antiquiert wirkende Verfilmung eines Agatha-Christie-Romans vermag trotz guter Darsteller nur wenig Interesse für die Story und die Figuren zu erwecken“, so das Lexikon des internationalen Films. Das Fazit lautete: „Konventionelles Unterhaltungskino ohne Biß.“ Cinema äußerte sich ähnlich: „Das Boot und die Story dümpeln träge dahin.“ Prisma lobte immerhin den Hauptdarsteller Ustinov, der als „weltbekannte[s] Multitalent […] seine Rolle mit unvergleichlicher, feiner Ironie“ verkörpere.

## Synchronisation
| Rolle           | Darsteller      | Synchronsprecher  |
| --------------- | --------------- | ----------------- |
| Hercule Poirot  | Peter Ustinov   | Donald Arthur     |
| Lady Westholme  | Lauren Bacall   | Doris Gallart     |
| Nadine Boynton  | Carrie Fisher   | Dagmar Heller     |
| Colonel Carbury | John Gielgud    | Leo Bardischewski |
| Emily Boynton   | Piper Laurie    | Edith Schneider   |
| Miss Quinton    | Hayley Mills    | Uschi Wolff       |
| Dr. Sarah King  | Jenny Seagrove  | Marietta Meade    |
| Jefferson Cope  | David Soul      | Erik Schumann     |
| Lennox Boynton  | Nicholas Guest  | Ekkehardt Belle   |
| Raymond Boynton | John Terlesky   | Christian Tramitz |
| Captain Rogers  | Douglas Sheldon | Ulf J. Söhmisch   |